# Veselá (Vysočina)
Veselá è un comune della Repubblica Ceca facente parte del distretto di Pelhřimov, nella regione di Vysočina.